# Thoreauea
Thoreauea là chi thực vật có hoa trong họ Apocynaceae.